# 식신원정대
《식신 원정대》는 MBC 에브리원과 MBC 드라마넷에서 2008년 1월 4일부터 2011년 5월 30일까지 방송된 프로그램으로 , 매주 게스트와 음식을 찾아가는 내용이다.
2008년 1월 4일 금요일에 첫 방송을 탄 ‘식신 원정대’는 ‘괴물 식신(食神)’ 정준하와 ‘섹시 식신’ 현영, ‘우량아 식신’ 김신영이 진행하는 MBC 드라마넷의 요리 예능 프로그램으로 시작하였다. 초기 3명의 진행자(정준하, 이수근, 한영)와 함께 시작한 식신 원정대는 정형돈, 전진, 손호영, SS501(김규종, 김형준), 서지영, 김시향 등 많은 연예인들이 진행을 맡아 화제가 됐다. 본 프로그램은 방영 첫 회 (2008.01.04) 시청률 1.91%를 시작으로 최고 시청률 3.10%, 평균 시청률 1.30%를 유지하며 꾸준히 사랑받았다. 2009년 12월 11일 역대 MBC 플러스 계열 채널에서 방송된 예능 프로그램 중 3번째로 100회를 돌파하게 되었다. 100회 촬영이 열렸던 서울 대치초등학교에서 가진 기자간담회에서 정준하는 “유재석이 지어준 ‘식신’이라는 별명으로 프로그램까지 하게 될 줄 몰랐다"며 "열심히 먹다보니 100회까지 왔다. 최고의 음식문화와 먹을거리를 소개할 수 있어 즐거웠을 뿐만 아니라 주위에서 방송을 보고 ‘정말 맛있다’는 이야기를 들을 때가 가장 행복하다.”라고 소감을 밝혔다.
그러던중 2010년 8월 26일, 가을 개편을 맞아 정준하를 중심 진행자로 했던 프로그램을 마감하고, 2010년 12월 6일부터 신봉선, 정재용, 문희준, 줄리엔 강, 신지를 진행자로 한 식신 원정대 시즌 2를 방송하였다. 하지만 시즌 2 첫 방영 후 6개월 뒤인 2011년 5월 30일에 종영한다.
한편, 기존 중심 진행자였던 정준하와 기존 제작진은 CU미디어 계열의 다른 케이블 채널인 Y-STAR로 옮겨 식신로드라는 프로그램을 2010년 11월부터 2016년 5월까지 방송했다.

## 같이 보기
- 식신로드

## 참고 기사
1. ↑  '식신 3인방' 100회를 먹다 (세계일보 2009년 12월 9일자)
2. ↑  “원정대’ 케이블 간판 예능 상징 '100회' 자축 (TV 리포트 2009년 11월 30일자)”. 2024년 12월 9일에 원본 문서에서 보존된 문서. 2025년 1월 10일에 확인함.
3. ↑  케이블 장수 프로그램 ‘식신 원정대’ 2년7개월 만에 종영 (한국경제연예 2010년 8월 26일자)